# Kloostris me elada ei saa
Kloostris me elada ei saa (em português: "Não podemos viver no convento") é o segundo EP da banda estoniana de rock alternativo, Agent M.

## Faixas
| N.º | Título                      | Duração |  |
| 1.  | "Pidurid on surnud"         | 4:01    |  |
| 2.  | "Kloostris me elada ei saa" | 3:36    |  |
| 3.  | "Ei hooli"                  | 2:54    |  |
| 4.  | "Ma ei taha"                | 4:29    |  |
| 5.  | "Lendav taldrik"            | 4:23    |  |
| 6.  | "Uue maja laul"             | 2:35    |  |